# NGC 7822
NGC 7822 (các định danh khác của nó là: LBN 589, Sharpless 2-171) là tên của một phức hợp các ngôi sao trẻ mới hình thành nằm trong chòm sao Tiên Vương. Phức hợp này đã hoàn thiện một vùng phát xạ được định danh là Sharpless 171 và một cụm sao trẻ tên là Berkeley 59. Khoảng cách của phức hợp này với chúng ta được tin là khoảng xấp xỉ từ 800 đến 1000 parsec (tương đương 2609,3 đến 3261,6 năm ánh sáng)  và các ngôi sao của nó có tuổi chưa đầy 1 triệu năm tuổi. Phức này cũng bao gồm cả một trong những ngôi sao có nhiệt độ cao nhất nằm trong 1000 parsec tính từ mặt trời tên là BD+66 1673. Thực tế, đó là một hệ sao đôi có một ngôi sao O5V mà nhiệt độ bề mặt của nó là 45000 Kelvin và độ sáng của nó là gấp 100000 độ sáng mặt trời. Ngôi sao này là một trong những nguồn sáng chính thắp sáng tinh vân cạnh nó và giúp định hình nên phức hợp nổi tiếng "Trụ hình thành".
Thiên thể này được nhà thiên văn học người Anh John Herschel phát hiện vào ngày 16 tháng 11 năm 1829.
NGC 7822 nổi tiếng trong trò chơi Elite Dangerous của hãng phát triển trò chơi Frontier Development. Trong đó trò chơi ấy, nó có chứa rất nhiều lỗ đen sao.

## Dữ liệu hiện tại
Theo như quan sát, đây là thiên thể nằm trong chòm sao Tiên Vương và dưới đây là một số dữ liệu khác:
Xích kinh 00h 01m 08.58s
Độ nghiêng +67° 25′ 17.0″
Bán kính biểu kiến 100′ (75 năm ánh sáng tương đương 23 parsec)

## Bộ sưu tập
- NGC 7822 chụp bởi Sterling Tresierra
- Hình ảnh nghiệp dư của NGC 7822 chụp bởi Jeff Johnson
- Hình ảnh RGB nghiệp dư được chụp bằng máy ảnh DSLR và khúc xạ tiêu sắc 5 inch